# 初恋 (小说)
《初恋》，为俄国大文豪伊万·谢尔盖耶维奇·屠格涅夫的一篇著名的中篇小说，發表於1860年。该作品为屠格涅夫自传体性质的小说，也是作者最喜欢的一部作品。

## 小說人物
- 沃洛佳（Vladimir Petrovich），男主人公，故事中的第一人称，一个16岁的青年。
- 季娜伊达（Zinaida Alexandrovna Zasyekina），女主人公，沃洛佳的恋爱对象，21歲，也是“我”的初恋。
- 彼得，沃洛佳的父亲，42岁时去世。

## 內容介绍
21岁的季娜伊达是一个美丽美女，出生没落贵族，行动专横并动人。她的四周从来不缺一群崇拜者，她同这些人时常聚会并捉弄他们，但内心中深感厌恶，并渴望一个能够在精神上给于慰藉和依赖的男人。16岁的沃洛佳，故事中的“我”，对季娜伊達始终带有着纯真、热情的感情，在沃洛佳的一次冲动的跳楼后，季娜伊达为沃洛佳的真情所感动。然而，在季娜伊达眼中，沃洛佳只是一个孩子。相反，季娜伊达却与沃洛佳的父亲彼得发生私情，却被沃洛佳的母亲发觉，此后彼得带领全家离开那个小镇。未知情的沃洛佳始终对季娜伊达带有着强烈思念与深爱，直到一次路上偶然机会，他发现父亲彼得用鞭子打了季娜伊达的手，而季娜伊达竟然驯顺地吮舐伤痕。此事深深地伤害了沃洛佳，此后两年，彼得因中风而去世。而沃洛佳在几年后尝试去探望已为人妻的季娜伊达时，却得悉季娜伊达于四天前因难产而去世了。

## 中文譯本
- 《初戀》張瓊尹譯［英漢對照版］南台圖書（現，三民書局）1988年9月
- 《初戀》，豐子愷從1921年就著手翻譯。根據伽奈特夫人（Constance Garnett,1861-1946）的英譯本。1931年4月，由開明書店出版。
- 《初戀》，豐子愷譯，上海開明書店，1931年4月
- 《初戀》，徐雲濤譯，臺南經緯書局，1964年
- 《初戀》，李潔譯，臺南新世紀，1969年
- 《初戀》，江子野譯，臺北大漢出版，1979年
- 《初戀》，胡湘雲譯，臺北逸羣出版，1984年
- 《初戀》，力岡、曹中德、滿濤、葉予、草嬰、王守仁、黃樹南 、信德林、展凡譯，遼寧人民出版社，1985年11月
- 《初戀》，張瓊尹編譯，臺南南台圖書，1997年
- 《初戀》，李潔譯，臺南祥一出版，1998年
- 《初戀：屠格涅夫中短篇小說集》，黃蘇華譯，華文出版社，1998年1月
- 《初戀：屠格涅夫中短篇小說集》，奉真、敬銘譯，南京譯林出版社，2000年4月
- 《初戀》，蒼松、張友松譯，上海譯文出版社，2000年11月
- 《初戀》，王秋雯譯，臺北星月文化出版，2002年
- 《初戀.單戀》，吳憶帆譯，臺北志文出版社，2003年
- 《初戀》，白雅譯，中國民族攝影藝術出版，2005年1月
- 《初戀》，黃甲年譯，臺北深坑新潮社出版，2007年10月
- 《初戀》，陳翠娥譯，臺北櫻桃園文化出版，2011年3月
- 《初戀》，巴金、蕭珊譯，北京人民文學出版社，2012年6月
- 《我的初戀愛》，李建華譯，臺北萬聚書坊，2014年8月